# ペルカ属

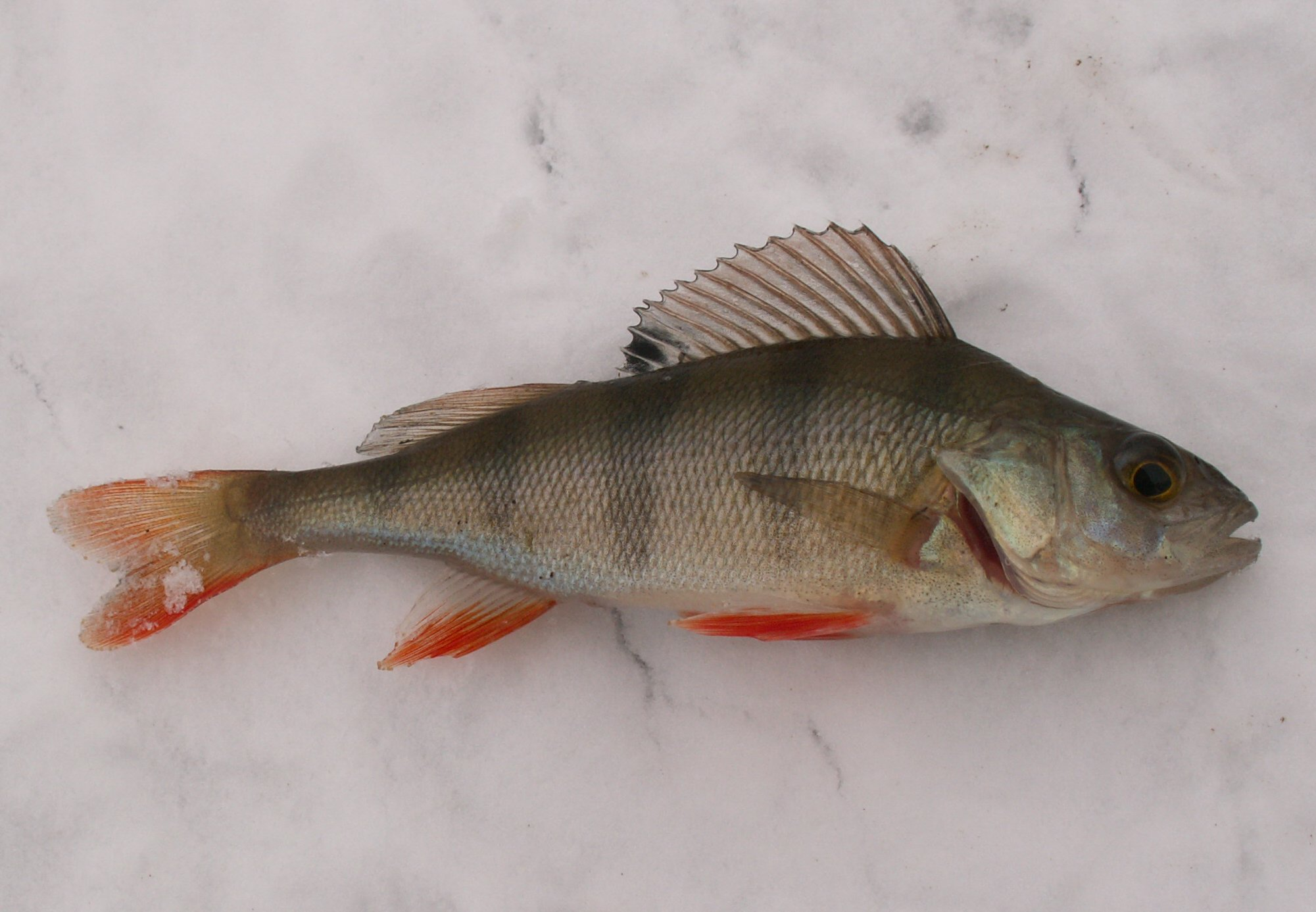

ペルカ属 (ペルカぞく、学名: Perca) は、ペルカ科の淡水魚である。ペルカ属には地域別に3種が存在する。語源は、ギリシア語で「斑点」という意味のperkeである。淡水性の釣魚の多くは多かれ少なかれペルカ属に似ているが、他の属であるものが多い。
ペルカ属は、荒い櫛鱗を持っている。頭の前方には、上顎と下顎、鼻孔、2つの無蓋の目が付いている。後方にはえらを保護するえら蓋や水の振動を感知する側線系がある。また胸びれ、腹びれを1対ずつ持っている。背びれは2つあり、1つ目はとげが生えていて、2つ目は柔らかい。またやはりとげの生えた尻びれや尾びれもある。総排出腔は、尻びれの直下にある。全てのスズキ目の魚は同じような形態を備えている。
この属の基準種は、ヨーロピアンパーチ(Perca fluviatilis)である。

## 食用魚として
食用魚として人気があり、商業的に高い需要がある。アメリカ合衆国のレストラン等では、メバル属のタイセイヨウアカウオを"Ocean perch"、小型のバスを"Rock perch"という等、パーチは類似のさまざまな魚も意味する。ニューイングランドで一般的な"White perch"はニシスズキと呼ばれるが、モロネ科モロネ属であり、スズキ科ではない。

## 釣魚として
様々な方法で漁獲されるが、浮き釣り (Float fishing) とルアーフィッシングの2つが主要な方法である。世界の多くの場所で、穴釣りの対象にもなっている。餌としては小魚、ミミズ、蛆虫、ザリガニ等、様々なものが使われる。
パンフィッシュ（Panfish、丸ごと油で揚げて食べる淡水産小魚）の1種としても知られている。
ペルカ属は約2.3kg以上まで成長するが、通常釣られる個体のほとんどは0.42kg以下で、0.91kgを超えるものはかなりの大物である。イギリス国内でのこれまでの最大記録は2.7kgである。

## 種
ペルカ属の魚は3種が知られている。

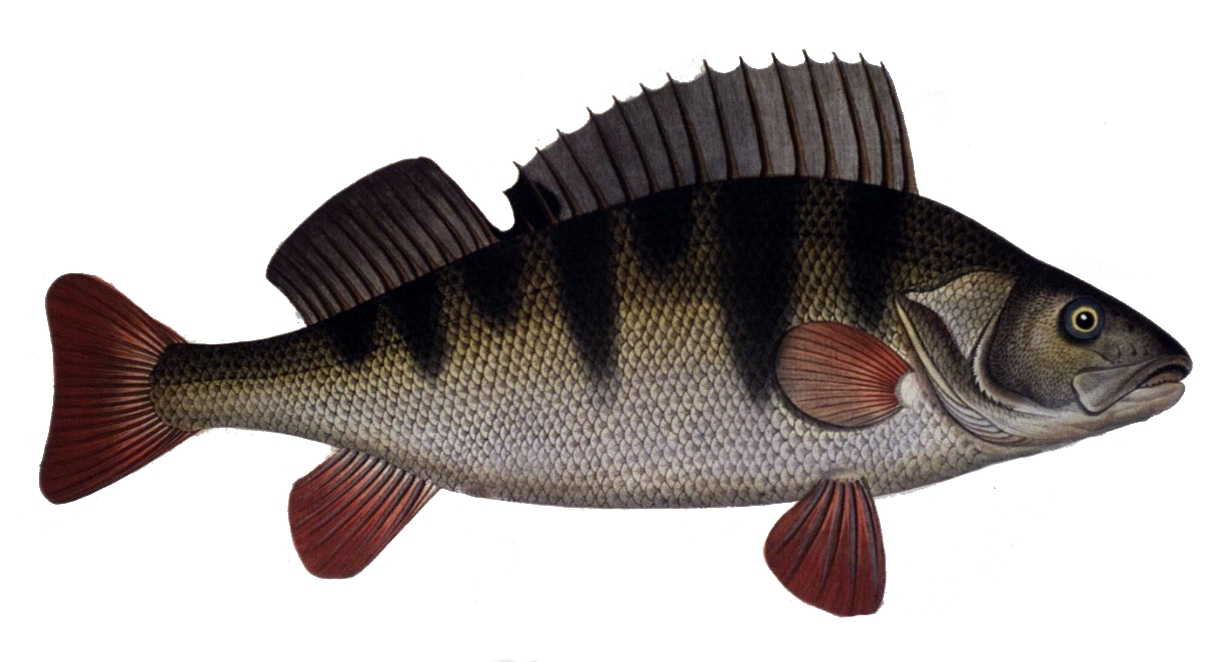
ヨーロピアンパーチ (Perca fluviatilis)

- ヨーロピアンパーチ (European perch、Perca fluviatilis)

ヨーロッパ、アジアで見られる。体は濃緑色で赤色のひれを持っている。ニュージーランドやオーストラリアにも移入され「イングリッシュパーチ」として知られている。オーストラリアでは大きくなるまで養殖される。「アカヒレカワメバル」あるいは「ヨーロッパカワメバル」などとも呼ばれる。
- バルハシパーチ (Balkhash perch、Perca schrenkii)

カザフスタンのバルハシ湖やアラコル湖、ウズベキスタン、中国で見られる。ヨーロピアンパーチと非常に良く似ており、同じくらいの大きさになる。
- イエローパーチ (Yellow perch、Perca flavescens)

アメリカ合衆国やカナダで見られ、ヨーロピアンパーチよりも小さく色が薄い。